# Pascale Houbin
Pascale Houbin est une danseuse et chorégraphe française de danse contemporaine née à Sarrebourg le 29 novembre 1954.

## Biographie
Pascale Houbin est depuis 1986 professeur diplômée à la Fédération française de hatha yoga et enseigne régulièrement. Elle collabore comme danseuse avec les chorégraphes Daniel Larrieu, Philippe Decouflé (notamment Le P'tit bal perdu en 1993), Sidonie Rochon, le groupe Alis (Dominique Soria, Pierre Fourny).
Elle crée la compagnie Non de Nom en 1987. Ses deux premières créations, Nota Bene (trio, 1987) puis Chants (quatuor, 1989), créées au théâtre de la Bastille, intègrent à la pièce la présence d’un comédien sourd, Joël Liennel, ainsi que l’utilisation de la langue des signes française. Cette expérience lui permet d'explorer les résonances reliant texte et mouvement, texte et parole visuelle.
Avec sa manière unique de plier et déplier l’espace autour d’elle, de broder finement une gestuelle claire et ciselée, elle frotte ses mots avec ses gestes et continue l’invention de son propre langage. Son écriture chorégraphique s’imprime alors dans l’espace scénique comme une véritable poésie visuelle.
D'abord connue pour ses solos, elle aime à mélanger les genres scéniques à partir de 1999 en s'engageant dans une suite de collaborations artistiques avec d'autres créateurs.
Depuis octobre 2002, elle développe en parallèle un projet de recherche et d’expérimentation Aujourd’hui à deux mains. Il s’agit d’une collection de portraits de gestes, filmés « à blanc » dans différents métiers (pépiniériste, boulanger, pilote de chasse, couturière...).

## Principales chorégraphies
- 1995 : Germen et Soma, solo
- 1997 : Le P'tit Bal perdu, avec Philippe Decouflé, clip
- 1998 : Rhizome, solo
- 1998 : Récital, solo
- 1999 : Parole, trio avec Abbi Patrix, conteur, et Levent Beskardes, comédien
- 2000 : Mito-Mito, duo avec Georges Appaix
- 2003 : Bonté divine, duo avec Dominique Boivin
- 2004 : À blanc, solo coécrit avec Patrick Bonté
- 2007 : Ni d’ève, ni d’adam, duo avec Dominique Boivin
- 2011 : En piste, trio avec Dominique Boivin et Daniel Larrieu